# Luofu Shan
Luofu Shan (kinesiska: 罗浮山) är en bergskedja i Kina. Den ligger i provinsen Guangdong, i den södra delen av landet, omkring 78 kilometer öster om provinshuvudstaden Guangzhou. Arean är 260 kvadratkilometer.
Genomsnittlig årsnederbörd är 2 177 millimeter. Den regnigaste månaden är maj, med i genomsnitt 511 mm nederbörd, och den torraste är oktober, med 13 mm nederbörd.